# Graziano Pellè
Graziano Pellè (uitspr.: /ɡratˈtsjaːno pelˈlɛ/; San Cesario di Lecce, 15 juli 1985) is een Italiaans voormalig voetballer die bij voorkeur centraal in de aanval speelde. Pellè debuteerde in oktober 2014 in het Italiaans voetbalelftal.

## Clubcarrière

### US Lecce
Pellè stroomde in 2004 door vanuit de jeugd van US Lecce. Hij werd er niet in staat geacht deel uit te maken van het basiselftal, maar werd wel bij de hoofdselectie gehaald. Op 11 januari 2004 maakte Pellè zijn debuut in de Serie A voor de Giallorossi, toen hij inviel in een competitiewedstrijd tegen Bologna FC 1909. Hij kwam dat seizoen tot twee optredens in de hoofdmacht.
Omdat Pellè in het seizoen 2004/05 weinig speeltijd kreeg, verhuurde Lecce hem aan Calcio Catania, op dat moment actief in de Serie B. Na vijftien wedstrijden zonder doelpunten keerde Pellè terug naar Lecce. In een halfjaar bij Lecce kwam Pellè gedurende het seizoen 2005/06 tot tien officiële wedstrijden in de hoofdmacht, zonder daarin te scoren. Lecce verhuurde hem vanaf de winter van 2006 vervolgens aan FC Crotone, destijds spelend in de Serie B. Op 4 februari 2006 maakte Pellè in dienst van Crotone zijn eerste competitiedoelpunt tijdens een thuisduel tegen Torino FC (1–1 gelijkspel). In totaal scoorde hij in zeventien wedstrijden zes keer voor Crotone.
In het seizoen 2006/07 verhuurde Lecce Pellè het gehele seizoen aan AC Cesena. Hiervoor speelde hij 37 wedstrijden en maakte hij tien doelpunten. Aan het einde van het seizoen keerde hij terug naar Lecce, maar zijn kansen op een basisplaats waren nog steeds gering. Bondscoach Pierluigi Casiraghi nam Pellè in 2007 wel op in de definitieve Italiaanse selectie voor het EK onder de 21 jaar, dat in Nederland werd gespeeld.
In 2007 kwam Pellè op voorspraak van toenmalig AZ-coach Louis van Gaal naar Alkmaar. Clubeigenaar en zakenman Dirk Scheringa kocht hem voor zes miljoen euro van Lecce. Voor de Alkmaarse club betekende dit een nieuw clubrecord qua transferbedrag. Pellè tekende een verbintenis voor vijf jaar bij AZ. "Ik vind Van Gaal de beste trainer ter wereld. Van hem wil ik de komende jaren graag veel leren," vertelde Pellè bij zijn aankomst in Alkmaar.

### AZ Alkmaar
Het seizoen 2007/08 liep voor AZ niet naar verwachting. Gedurende het seizoen kwam vooral de aanvalslinie moeizaam tot scoren. Vooral Pellè en Ari werden bekritiseerd wegens hun lage doelpuntenproductie. De positie van de trainer, Louis van Gaal, kwam onder druk te staan, mede omdat deze ondanks alle kritiek vertrouwen bleef hebben in de Italiaan.
Door deelname aan het Toulon Espoirs-toernooi moest Pellè de voorbereidingen en de eerste wedstrijden van het seizoen 2008/09 missen. Van Gaal koos ervoor om het seizoen te beginnen met Mounir El Hamdaoui en Mousa Dembélé in het basiselftal. Pas toen een aantal voorhoedespelers geblesseerd raakte, kreeg Pellè weer een kans. Op 9 november raakte hij in de competitiewedstrijd tegen FC Twente geblesseerd en werd hij vervangen door Ari, die wel direct wist te scoren. Hij verloor zijn basisplaats. Na zijn herstel kreeg Pellè zijn speelminuten slechts door middel van invalbeurten, waarin hij driemaal wist te scoren.
Na het faillissement van hoofdsponsor en eigenaar DSB Bank en DSB Beheer wilde AZ Pellè wegens zijn hoge salaris verkopen. Pellè werd voor het seizoen 2010/11 daarom niet ingeschreven voor de UEFA Europa League. De nieuwe hoofdtrainer Gertjan Verbeek gaf dat seizoen de voorkeur aan Kolbeinn Sigthórsson en Jonathas in de voorhoede. Pellè deed vooral dienst als invalkracht. Hij speelde in het seizoen 2010/11 achttien wedstrijden en kwam tot zes doelpunten. Hij was dertien keer invaller en vijf keer basisspeler. Gemiddeld had Pellè 121 minuten nodig per doelpunt. Met dat moyenne eindigde de Italiaan als zesde in het klassement van meest effectieve spitsen, achter onder anderen Jonathan Reis (PSV Eindhoven) en Dmitri Boelykin (ADO Den Haag).
Pellè kwam in de belangstelling te staan van Parma FC en Real Zaragoza. Op 29 januari 2011 werd bekendgemaakt dat hij aan het einde van het seizoen naar Parma zou vertrekken, waar hij tekende voor vijf seizoenen. Gedurende zijn periode in Alkmaar tussen 2007 en 2011 kwam recordaankoop Pellè tot veertien doelpunten in 78 competitiewedstrijden. Hij nam met twee doelpunten afscheid van het AZ-publiek tijdens een 5–1 zege op De Graafschap.

### Parma en Sampdoria
Pellè kreeg bij Parma geen basisplaats en werd na de winterstop verhuurd aan UC Sampdoria. Hiervoor maakte hij vier doelpunten in twaalf wedstrijden. In de zomer van 2012 werd spits Amauri aangetrokken, waardoor er voor Pellè weinig kans op speeltijd meer was. In overleg met trainer Roberto Donadoni verhuurde Parma Pellè gedurende het seizoen 2012/13 aan Feyenoord, waar hij de taak kreeg John Guidetti op te volgen. In januari 2013 tekende hij vervolgens een vierjarig contract bij Feyenoord, dat hem voor bijna drie miljoen euro definitief overnam van Parma FC. Voor Parma scoorde Pellè één keer.

### Feyenoord

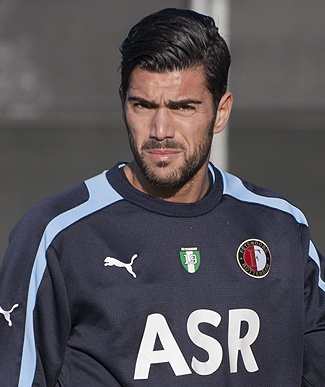
Graziano Pellè

Pellè speelde gedurende het seizoen 2012/2013 op huurbasis voor Feyenoord, waar hij werd herenigd met zijn voormalige trainer Ronald Koeman. Hij kreeg in Rotterdam-Zuid rugnummer 19 toegewezen en werd de eerste Italiaanse speler van Feyenoord in de geschiedenis. Koeman voorzag bij Feyenoord een belangrijke rol voor Pellè: "Ik ben ervan overtuigd dat hij dit seizoen zeker vijftien goals kan maken". De Italiaan had op dat moment nog nooit meer dan tien competitiedoelpunten in een seizoen gemaakt. Aan het einde van het seizoen – qua doelpunten Pellès beste – waren het er 29.
Pellè debuteerde op zaterdag 15 september 2012 voor Feyenoord in een competitieduel tegen PEC Zwolle. Op 29 september 2012 scoorde hij zowel zijn eerste als tweede doelpunt in dienst van Feyenoord in een wedstrijd tegen NEC Nijmegen. Ook scoorde hij in de klassieker tegen Ajax op zondag 28 oktober, waardoor de wedstrijd in 2–2 eindigde. In de tiende en vierentwintigste speelronde van de Eredivisie werd de Feyenoord-aanvaller door het voetbaltijdschrift Voetbal International verkozen tot de Speler van de Week. Pellè maakte op 11 november 2012 het op een na snelste doelpunt uit de clubgeschiedenis van Feyenoord door na 20 seconden te scoren tegen Roda JC. Alleen Roy Makaay vond op 2 december 2007 tegen Heracles Almelo sneller het net, namelijk na 18 seconden. Op 19 december 2012 scoorde Pellè in een wedstrijd in het kader van de KNVB Beker een Panenka-strafschop uit tegen Heerenveen. Mede hierdoor won Feyenoord deze wedstrijd in de strafschoppenserie met 6–7.
Op 5 januari 2013 tekende Pellè een vierjarig contract bij Feyenoord, dat daarmee de Italiaanse spits definitief overnam van Parma. Parma kampte met financiële problemen en liet hem daarom voor een bedrag van bijna drie miljoen euro vertrekken naar Rotterdam. Van dat bedrag zou de Italiaanse club nog één miljoen euro moeten betalen aan AZ. Dit contract ging in op 1 juli 2013. Feyenoord eindigde dat seizoen op de derde plaats en plaatste zich daarmee voor de play-offrondes van de UEFA Europa League 2013/14. Pellè zelf werd op basis van zijn prestaties in het seizoen 2012/13 afzonderlijk door de journalisten van Voetbal International, het Algemeen Dagblad en NUsport uitgeroepen tot de voetballer van het jaar. Met 27 treffers in 29 wedstrijden kende Pellè een moyenne van 0,93 doelpunt per wedstrijd, waardoor hij op de ranglijst van Eredivisie-topscorers in 2012/13 alleen Wilfried Bony (SBV Vitesse) voor zich moest dulden.
In de zomerse transferperiode werd Pellè gelinkt aan de Russische clubs Zenit Sint-Petersburg en Koeban Krasnodar. Andere clubs die interesse toonden tijdens de zomerse transferperiode waren Hamburger SV, VfB Stuttgart, Aston Villa en AS Roma. Geen van deze clubs werd concreet. Wel ontving Feyenoord een bod op Pellè van een club uit Qatar, maar de Rotterdammers sloegen dit af. "Ik kon enorm veel geld verdienen. Je kunt je in één klap financieel onafhankelijk spelen, maar het land waarin je terechtkomt past niet echt bij mijn sportieve ambities," blikte Pellè terug tijdens een interview.
In het seizoen 2013/14 verloor Feyenoord de eerste drie competitiewedstrijden, waardoor de club haar slechtste seizoenstart ooit kende. In de vierde speelronde op 25 augustus volgde een 3–1 overwinning op NAC Breda. Pellè maakte alle drie de treffers en daarmee de eerste hattrick in zijn loopbaan. In de play-offronde van de Europa League werd Feyenoord over twee wedstrijden uitgeschakeld door Koeban Krasnodar (0–1 en 1–2 verlies). Pellè maakte het openingsdoelpunt in de thuiswedstrijd. Hij werd in september benoemd tot aanvoerder van Feyenoord. Op 3 maart 2014 werd hem de aanvoerdersband weer afgenomen als gevolg van zijn gedrag op en buiten het veld in de twee daaraan voorafgaande weken.
Op 29 september 2013 maakte Pellè tegen ADO Den Haag (4–2 winst) de tweede hattrick van zijn loopbaan. In juli 2014 toonde de Engelse club Southampton interesse in Pellè. Het betaalde tien miljoen euro aan Feyenoord om de Italiaanse centrumspits in te lijven. Pellè speelde 57 competitieduels voor Feyenoord, waarin hij vijftig keer trefzeker was.

### Southampton

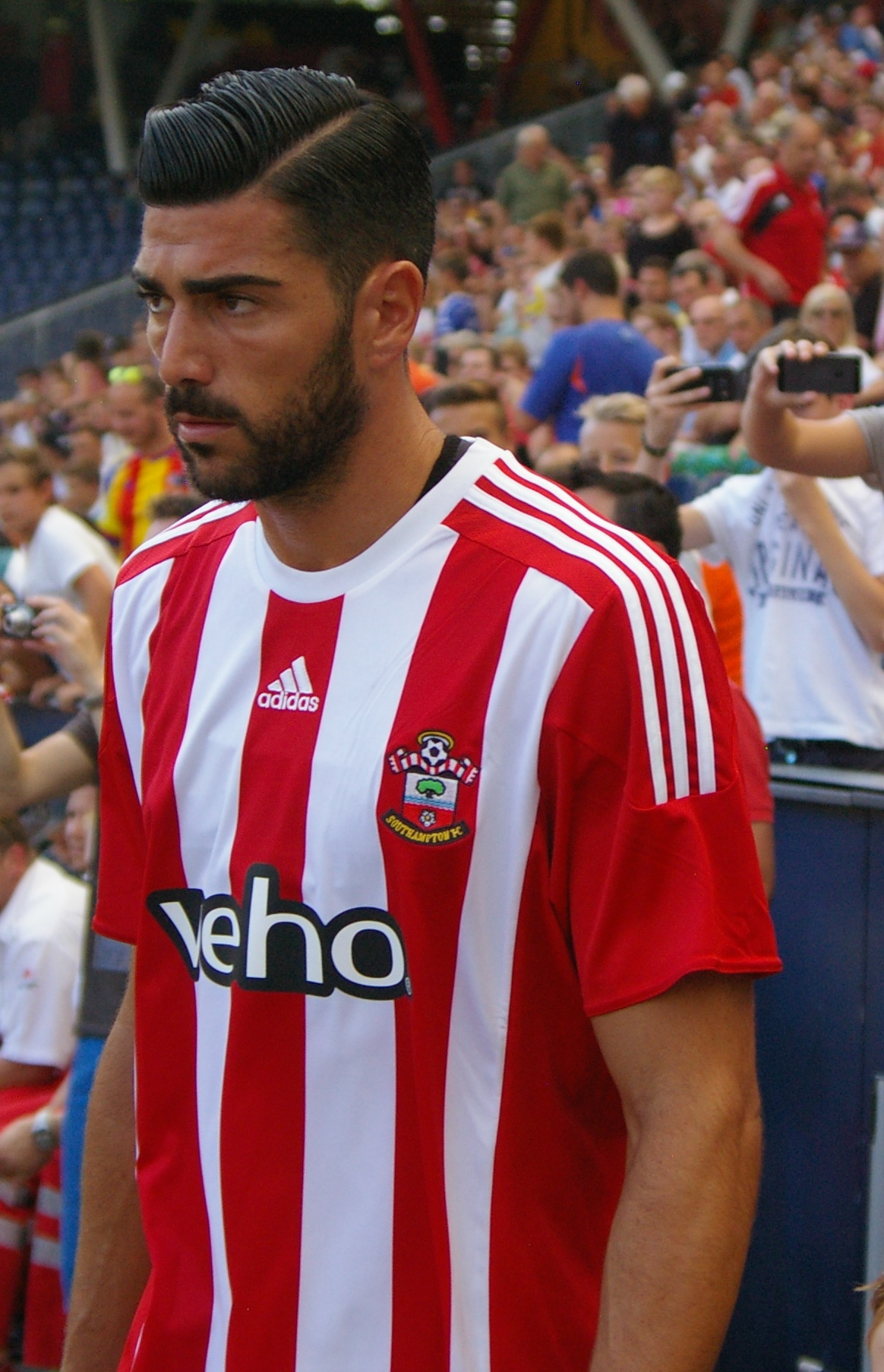
Graziano Pellè in het shirt van Southampton, juli 2015

Pellè tekende op 12 juli 2014 Pellè een contract voor drie jaar bij Southampton. Dat trok hem aan op voorspraak van Koeman, die zelf net als hoofdtrainer was aangesteld. Pellè volgde bij de Engelse club de naar Liverpool vertrokken Rickie Lambert op. Hij was in zijn allereerste wedstrijd tijdens de voorbereiding van het seizoen 2014/15 direct twee keer trefzeker voor The Saints, door op bezoek bij KSK Hasselt na vijf minuten te scoren en daarmee bij te dragen aan de 6–0 overwinning. Als basisspeler maakte Pellè op 17 augustus 2014 zijn Premier League-debuut in een met 2–1 verloren wedstrijd tegen Liverpool. Op 26 augustus was Pellè trefzeker in de tweede ronde van de League Cup uit bij Millwall (2–0 winst). Zijn eerste competitiedoelpunt maakte hij op 30 augustus in een wedstrijd tegen West Ham United, die Southampton met 3–1 won. In de competitiewedstrijd tegen Queens Park Rangers (2–1 winst) scoorde Pellè met een omhaal het winnende doelpunt. De club stond na zes speelrondes op de tweede plaats in de Premier League. Dankzij zijn sterke start bij Southampton werd Pellè verkozen tot speler van de maand op basis van de in september 2014 afgewerkte wedstrijden. Hiermee werd hij na Gianfranco Zola de tweede Italiaan die de maandelijkse prijs won. Tijdens de achtste speelronde boekte Southampton tegen Sunderland AFC met een 8–0 overwinning de grootste Premier League-zege uit haar clubhistorie. Pellè was tweemaal trefzeker. Pellè maakte tijdens zijn debuutseizoen zestien doelpunten in 44 wedstrijden en eindigde met Southampton op een zevende plaats in de Premier League, een nieuw clubrecord. Hiermee plaatste de Engelse club zich na een afwezigheid van twaalf jaar ook weer voor Europees voetbal.
In de voorbereiding op het seizoen 2015/16 speelde Southampton een oefenwedstrijd tegen Feyenoord, die tevens gold als de officiële afscheidswedstrijd van Jordy Clasie en hem. Pellè maakte vlak voor rust 0–1. In de derde voorronde van de UEFA Europa League 2015/16 trof Southampton SBV Vitesse. In de twee wedstrijden (3–0 winst thuis en 2–0 winst in de heenwedstrijd) toonde Pellè zich tweemaal trefzeker tegen de Arnhemmers. In de volgende play-offronde werd Southampton echter uitgeschakeld door FC Midtjylland uit Denemarken. Hierdoor bleef Pellè met The Saints steken op twee doelpunten in drie Europese wedstrijden. Pellè maakte in zijn tweede seizoen in de Engelse competitie één doelpunt minder dan in zijn eerste. Deze keer eindigde hij met Southampton op de zesde plaats in de Premier League, opnieuw een verbetering van het clubrecord.

### Shandong Luneng
Pellè tekende in juli 2016 een contract tot en met december 2018 bij Shandong Luneng, op dat moment actief in de China Super League. De Chinese club betaalde circa 15 miljoen euro voor hem aan Southampton. Pellè zelf zou in tweeëneenhalf jaar 25 miljoen euro gaan verdienen. 16 juli maakte Pellè zijn debuut in de competitiewedstrijd tegen Liaoning Hongyun (1–1). Hij maakte op 20 juli zijn eerste doelpunt in Chinese dienst tijdens zijn tweede wedstrijd tegen Hangzhou Greentown (3–0 winst). Eind 2020 won hij met zijn club de Beker van China, waarna zijn contract afliep.

### Parma
Op 5 februari 2021 keerde Pellè terug bij Parma, waar de aanvaller een contract tekende tot medio 2021.

## Clubstatistieken
| Seizoen | Club            | Land               | Competitie           | Competitie | Competitie | Beker | Beker | Internationaal | Internationaal | Totaal | Totaal |
| Seizoen | Club            | Land               | Competitie           | Wed.       | Dlp.       | Wed.  | Dlp.  | Wed.           | Dlp.           | Wed.   | Dlp.   |
| ------- | --------------- | ------------------ | -------------------- | ---------- | ---------- | ----- | ----- | -------------- | -------------- | ------ | ------ |
| 2003/04 | Lecce           | Vlag van Italië    | Serie A              | 2          | 0          | 0     | 0     | —              | —              | 2      | 0      |
| 2004/05 | Lecce           | Vlag van Italië    | Serie A              | 0          | 0          | 0     | 0     | —              | —              | 0      | 0      |
| 2004/05 | → Catania       | Vlag van Italië    | Serie B              | 15         | 0          | 0     | 0     | —              | —              | 15     | 0      |
| 2005/06 | Lecce           | Vlag van Italië    | Serie A              | 10         | 0          | 1     | 0     | —              | —              | 11     | 0      |
| 2005/06 | → Crotone       | Vlag van Italië    | Serie B              | 17         | 5          | 0     | 0     | —              | —              | 17     | 5      |
| 2006/07 | → Cesena        | Vlag van Italië    | Serie B              | 38         | 10         | 2     | 1     | —              | —              | 40     | 11     |
| 2007/08 | AZ              | Vlag van Nederland | Eredivisie           | 27         | 3          | 0     | 0     | 4              | 1              | 31     | 4      |
| 2008/09 | AZ              | Vlag van Nederland | Eredivisie           | 20         | 3          | 3     | 1     | —              | —              | 23     | 4      |
| 2009/10 | AZ              | Vlag van Nederland | Eredivisie           | 13         | 2          | 2     | 0     | 5              | 0              | 20     | 2      |
| 2010/11 | AZ              | Vlag van Nederland | Eredivisie           | 18         | 6          | 2     | 0     | 0              | 0              | 20     | 6      |
| 2011/12 | Parma           | Vlag van Italië    | Serie A              | 11         | 1          | 2     | 1     | —              | —              | 13     | 2      |
| 2011/12 | → Sampdoria     | Vlag van Italië    | Serie B              | 16         | 4          | 0     | 0     | —              | —              | 16     | 4      |
| 2012/13 | Parma           | Vlag van Italië    | Serie A              | 1          | 0          | 0     | 0     | —              | —              | 1      | 0      |
| 2012/13 | → Feyenoord     | Vlag van Nederland | Eredivisie           | 29         | 27         | 4     | 2     | —              | —              | 33     | 29     |
| 2013/14 | Feyenoord       | Vlag van Nederland | Eredivisie           | 28         | 23         | 3     | 2     | 2              | 1              | 33     | 26     |
| 2014/15 | Southampton     | Vlag van Engeland  | Premier League       | 38         | 12         | 6     | 4     | —              | —              | 44     | 16     |
| 2015/16 | Southampton     | Vlag van Engeland  | Premier League       | 30         | 11         | 2     | 1     | 4              | 2              | 36     | 14     |
| 2016    | Shandong Luneng | Vlag van China     | Chinese Super League | 13         | 5          | 0     | 0     | 2              | 0              | 15     | 5      |
| 2017    | Shandong Luneng | Vlag van China     | Chinese Super League | 24         | 7          | 2     | 0     | —              | —              | 26     | 7      |
| 2018    | Shandong Luneng | Vlag van China     | Chinese Super League | 26         | 16         | 6     | 0     | —              | —              | 32     | 16     |
| 2019    | Shandong Luneng | Vlag van China     | Chinese Super League | 25         | 17         | 5     | 3     | 8              | 7              | 38     | 27     |
| 2020    | Shandong Luneng | Vlag van China     | Chinese Super League | 18         | 8          | 4     | 0     | —              | —              | 22     | 8      |
| 2020/21 | Parma           | Vlag van Italië    | Serie A              | 13         | 1          | 0     | 0     | —              | —              | 13     | 1      |
| Totaal  | Totaal          | Totaal             | Totaal               | 432        | 161        | 44    | 15    | 25             | 11             | 501    | 188    |

## Interlandcarrière

### Jeugdinternational

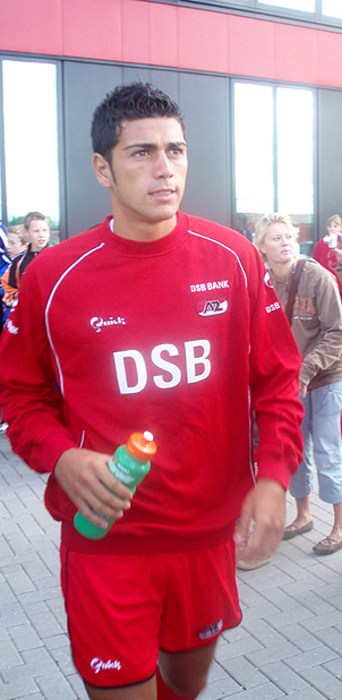
Pellè in zijn tijd bij AZ

Op 30 maart 2005 debuteerde Pellè als Italiaans jeugdinternational in een wedstrijd tegen Zwitserland (1–3 verlies) dat in het kader van het Vierlandentoernooi onder 20 gespeeld werd in het Romeo Gallistadion in Imola. In zijn tweede interland tegen Oostenrijk maakte Pellè zijn eerste doelpunt, waarmee hij de eindstand op 1–1 bepaalde. Italië eindigde dat toernooi op de derde plaats. Pellè werd vervolgens opgenomen in de Italiaanse selectie voor het wereldkampioenschap onder 20, dat in 2005 gespeeld werd in Nederland. Pellè scoorde dit toernooi tweemaal tegen Canada –20 en eenmaal in de achtste finale tegen de Verenigde Staten –20. Nog één doelpunt van Pellè kon niet verhinderen dat Italië in de kwartfinale na strafschoppen werd uitgeschakeld door Marokko. Op de ranglijst van topscorers tijdens het jeugd-WK eindigde Pellè op een gedeelde vierde plaats met vier doelpunten in vijf wedstrijden, twee doelpunten minder dan topscorer Lionel Messi, die zes keer scoorde, waarvan twee (beide vanaf de penaltystip) in de finale tegen Nigeria.
Hoewel hij tussentijds al uitkwam voor Italië –21, werd Pellè na het toernooi onder 20 nog tijdens de vijfde editie van het Vierlandentoernooi onder 20 driemaal opgeroepen om uit te komen voor Italië –20. Tijdens de drie interlands tegen de leeftijdsgenoten van Duitsland en Oostenrijk scoorde Pellè drie keer. Italië won het toernooi.
Tijdens het EK onder 21 in 2007 scoorde hij niet. Wel benutte Pellè een Panenka-strafschop tegen Portugal –21 tijdens de strafschoppenreeks, waardoor Jong Italië deze wedstrijd met 3–4 won en zich kwalificeerde voor de Olympische Zomerspelen 2008.
| Interlands van Graziano Pellè voor Italië –21 | Interlands van Graziano Pellè voor Italië –21 | Interlands van Graziano Pellè voor Italië –21 | Interlands van Graziano Pellè voor Italië –21 | Interlands van Graziano Pellè voor Italië –21 | Interlands van Graziano Pellè voor Italië –21 |
| №                                             | Datum                                         | Wedstrijd                                     | Uitslag                                       | Soort wedstrijd                               | Doelpunten                                    |
| Als jeugdinternational bij Italië –20         | Als jeugdinternational bij Italië –20         | Als jeugdinternational bij Italië –20         | Als jeugdinternational bij Italië –20         | Als jeugdinternational bij Italië –20         | Als jeugdinternational bij Italië –20         |
| --------------------------------------------- | --------------------------------------------- | --------------------------------------------- | --------------------------------------------- | --------------------------------------------- | --------------------------------------------- |
| 1.                                            | 30 maart 2005                                 | Italië –20 – Zwitserland –20                  | 1 – 3                                         | Vierlandentoernooi 2004/05                    | 0                                             |
| 2.                                            | 27 april 2005                                 | Oostenrijk –20 – Italië –20                   | 1 – 1                                         | Vierlandentoernooi 2004/05                    | 1                                             |
| 3.                                            | 12 juni 2005                                  | Colombia –20 – Italië –20                     | 2 – 0                                         | WK –20 2005                                   | 0                                             |
| 4.                                            | 15 juni 2005                                  | Italië –20 – Syrië –20                        | 1 – 2                                         | WK –20 2005                                   | 0                                             |
| 5.                                            | 18 juni 2005                                  | Italië –20 – Canada –20                       | 4 – 1                                         | WK –20 2005                                   | 2                                             |
| 6.                                            | 21 juni 2005                                  | Verenigde Staten –20 – Italië –20             | 1 – 3                                         | WK –20 2005                                   | 1                                             |
| 7.                                            | 24 juni 2005                                  | Marokko –20 – Italië –20                      | 2 – 2 (4–2 n.s.)                              | WK –20 2005                                   | 1                                             |
| 8.                                            | 7 december 2005                               | Italië –20 – Duitsland –20                    | 2 – 0                                         | Vierlandentoernooi 2005/06                    | 0                                             |
| 9.                                            | 1 februari 2006                               | Italië –20 – Oostenrijk –20                   | 2 – 0                                         | Vierlandentoernooi 2005/06                    | 2                                             |
| 10.                                           | 22 februari 2006                              | Duitsland –20 – Italië –20                    | 1 – 1                                         | Vierlandentoernooi 2005/06                    | 1                                             |
| Als jeugdinternational bij Italië –21         |                                               |                                               |                                               |                                               |                                               |
| 1.                                            | 11 oktober 2005                               | Italië –21 – Moldavië –21                     | 1 – 0                                         | Kwalificatie EK –21 2006                      | 0                                             |
| 2.                                            | 15 november 2005                              | Italië –21 – Hongarije –21                    | 1 – 0                                         | Kwalificatie EK –21 2006                      | 0                                             |
| 3.                                            | 1 september 2006                              | IJsland –21 – Italië –21                      | 0 – 1                                         | Kwalificatie EK –21 2007                      | 0                                             |
| 4.                                            | 5 september 2006                              | Italië –21 – Oostenrijk –21                   | 1 – 0                                         | Kwalificatie EK –21 2007                      | 0                                             |
| 5.                                            | 6 oktober 2006                                | Italië –21 – Spanje –21                       | 0 – 0                                         | Kwalificatie EK –21 2007                      | 0                                             |
| 6.                                            | 10 oktober 2006                               | Spanje –21 – Italië –21                       | 1 – 2                                         | Kwalificatie EK –21 2007                      | 0                                             |
| 7.                                            | 14 november 2006                              | Italië –21 – Tsjechië –21                     | 0 – 0                                         | Vriendschappelijk                             | 0                                             |
| 8.                                            | 24 maart 2007                                 | Engeland –21 – Italië –21                     | 3 – 3                                         | Vriendschappelijk                             | 0                                             |
| 9.                                            | 11 juni 2007                                  | Italië -21 – Servië -21                       | 0 – 1                                         | EK –21 2007                                   | 0                                             |
| 10.                                           | 17 juni 2007                                  | Italië –21 – Tsjechië –21                     | 3 – 1                                         | EK –21 2007                                   | 0                                             |
| 11.                                           | 21 juni 2007                                  | Portugal –21 – Italië –21                     | 0 – 0 (3 – 4 n.s.)                            | EK –21 2007                                   | 0                                             |

### Olympisch team
Pellè werd in 2008 door bondscoach Pierluigi Casiraghi bij de selectie van het Italiaans olympisch voetbalelftal gehaald. Pellè maakte deel uit van de selectie die in mei 2008 het Toulon Espoirs-toernooi won, door de finale te winnen van Chili met 1–0. Hij speelde alle wedstrijden, waarvan twee keer als invaller en drie keer als basiskracht.
Pellè werd niet opgenomen in de definitieve selectie voor de Olympische Zomerspelen in Peking, maar behoorde wel tot de spelers op de reservelijst, die in blessuregevallen konden worden opgeroepen. Dit bleek niet nodig. Pellè speelde in vijf duels voor het olympisch elftal, waarin hij niet scoorde.
| Interlands van Graziano Pellè voor olympisch Italië | Interlands van Graziano Pellè voor olympisch Italië | Interlands van Graziano Pellè voor olympisch Italië | Interlands van Graziano Pellè voor olympisch Italië | Interlands van Graziano Pellè voor olympisch Italië | Interlands van Graziano Pellè voor olympisch Italië |
| №                                                   | Datum                                               | Wedstrijd                                           | Uitslag                                             | Soort wedstrijd                                     | Doelpunten                                          |
| --------------------------------------------------- | --------------------------------------------------- | --------------------------------------------------- | --------------------------------------------------- | --------------------------------------------------- | --------------------------------------------------- |
| 1.                                                  | 21 mei 2008                                         | Ivoorkust – Italië                                  | 0 – 2                                               | Toulon Espoirs-toernooi 2008                        | 0                                                   |
| 2.                                                  | 23 mei 2008                                         | Italië – Turkije                                    | 2 – 1                                               | Toulon Espoirs-toernooi 2008                        | 0                                                   |
| 3.                                                  | 25 mei 2008                                         | Italië – Verenigde Staten                           | 2 – 0                                               | Toulon Espoirs-toernooi 2008                        | 0                                                   |
| 4.                                                  | 27 mei 2008                                         | Italië – Japan                                      | 0 – 0 (5 – 4 n.s.)                                  | Toulon Espoirs-toernooi 2008                        | 0                                                   |
| 5.                                                  | 29 mei 2008                                         | Italië – Chili                                      | 1 – 0                                               | Toulon Espoirs-toernooi 2008                        | 0                                                   |

### International

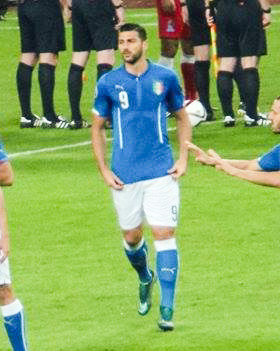
Graziano Pellè namens Italië in 2015.

Pellè vertelde in 2013 tijdens een interview met La Gazzetta dello Sport: "Ik zou dolgraag op het WK in Brazilië spelen, al weet ik dat dat erg lastig wordt vanwege de concurrentie voor de spitspositie. In Italië lopen veel goede spitsen rond, ook bij de kleinere clubs." De Italiaanse bondscoach Cesare Prandelli gaf in de Italiaanse media aan de prestaties van Pellè bij Feyenoord te volgen, maar gaf de voorkeur aan andere voorhoedespelers.
Op 22 augustus 2014 werd Pellè opgenomen in de Italiaanse voorselectie van de nieuwe bondscoach Antonio Conte. Hij overleefde de laatste schifting niet. Op 4 oktober 2014 maakte Pellè wel deel uit van de selectie voor de EK-kwalificatieduels tegen Azerbeidzjan en Malta. Hij kreeg hierbij de voorkeur boven Mario Balotelli. Pellè debuteerde op maandag 13 oktober in het Italiaans voetbalelftal, waarmee hij in en tegen Malta speelde. Hij maakte in diezelfde EK-kwalificatiewedstrijd zijn eerste interlanddoelpunt door in de 23ste minuut Italië op 0–1 te zetten, wat de enige treffer van de wedstrijd bleek te zijn. Ook in de oefenwedstrijd tegen Engeland kopte Pellè in de 29ste minuut Italië op voorsprong na een voorzet van Giorgio Chiellini. Op 3 september 2015 was hij – net als bij zijn debuut – matchwinner in de kwalificatiewedstrijd tegen Malta door het enige doelpunt te maken voor Italië. De moeizame zege leverde Italië de koppositie op in kwalificatiegroep H; in oktober werd definitief kwalificatie afgedwongen. Op 23 mei 2016 werd Pellè opgenomen in de voorselectie voor het Europees kampioenschap voetbal 2016 in Frankrijk. Pellè overleefde de schifting en werd de Italiaanse nummer 9 voor het EK. Hij nam het tweede doelpunt voor zijn rekening in het eerste groepsduel tegen België (2–0 winst), dat gespeeld werd op maandag 13 juni 2016 in Lyon. De selectie die vooraf door pessimisten Het slechtste Italië aller tijden werd genoemd was na twee duels al zeker van de achtste finale, waarin voor de bondscoach Pellè de ontbrekende schakel voor succes bleek.
In de achtste finale werd Spanje met 2-0 verslagen mede dankzij een doelpunt van Pellè, die verkozen werd tot man van de wedstrijd. Italië werd in de kwartfinale na strafschoppen uitgeschakeld door Duitsland. Op vrijdag 7 oktober 2016, daags na de WK-kwalificatiewedstrijd tegen Spanje (1-1), werd Pellè wegens wangedrag uit de Italiaanse selectie gezet voor het eerstvolgende WK-kwalificatieduel tegen Macedonië. Bondscoach Giampiero Ventura nam dat besluit naar aanleiding van het gedrag van de aanvaller na diens wissel in het duel tegen Spanje. Pellè was zichtbaar boos toen hij vlak na rust het veld moest ruimen ten faveure van Ciro Immobile en weigerde de bondscoach een hand te geven. "Bij het dragen van het nationale shirt horen bepaalde waarden, zoals het tonen van respect naar de staf, teamgenoten en fans. Dit gedrag past daar niet bij", aldus een verklaring Pellè bood na afloop bij zijn teamgenoten en op zijn Instagram-account zijn excuses aan. "Ja hoor, ik ben helaas weer in de fout gegaan. Zoals bij elke misstap moet je de consequenties accepteren. Ik neem mijn volledige verantwoordelijkheid en bied mijn excuses aan."
| Interlands van Graziano Pellè voor Italië | Interlands van Graziano Pellè voor Italië | Interlands van Graziano Pellè voor Italië | Interlands van Graziano Pellè voor Italië | Interlands van Graziano Pellè voor Italië | Interlands van Graziano Pellè voor Italië |
| №                                         | Datum                                     | Wedstrijd                                 | Uitslag                                   | Competitie                                | Goals                                     |
| Als speler van Southampton                | Als speler van Southampton                | Als speler van Southampton                | Als speler van Southampton                | Als speler van Southampton                | Als speler van Southampton                |
| ----------------------------------------- | ----------------------------------------- | ----------------------------------------- | ----------------------------------------- | ----------------------------------------- | ----------------------------------------- |
| 1                                         | 13 oktober 2014                           | Malta – Italië                            | 0 – 1                                     | Kwalificatie EK 2016                      | 23'                                       |
| 2                                         | 16 november 2014                          | Italië – Kroatië                          | 1 – 1                                     | Kwalificatie EK 2016                      |                                           |
| 3                                         | 31 maart 2015                             | Italië – Engeland                         | 1 – 1                                     | Vriendschappelijk                         | 29'                                       |
| 4                                         | 12 juni 2015                              | Kroatië – Italië                          | 1 – 1                                     | Kwalificatie EK 2016                      |                                           |
| 5                                         | 3 september 2015                          | Italië – Malta                            | 1 – 0                                     | Kwalificatie EK 2016                      | 69'                                       |
| 6                                         | 6 september 2015                          | Italië – Bulgarije                        | 1 – 0                                     | Kwalificatie EK 2016                      |                                           |
| 7                                         | 10 oktober 2015                           | Azerbeidzjan – Italië                     | 1 – 3                                     | Kwalificatie EK 2016                      |                                           |
| 8                                         | 13 oktober 2015                           | Italië – Noorwegen                        | 2 – 1                                     | Kwalificatie EK 2016                      | 82'                                       |
| 9                                         | 13 november 2015                          | België – Italië                           | 3 – 1                                     | Vriendschappelijk                         |                                           |
| 10                                        | 17 november 2015                          | Italië – Roemenië                         | 2 – 2                                     | Vriendschappelijk                         |                                           |
| 11                                        | 24 maart 2016                             | Italië – Spanje                           | 1 – 1                                     | Vriendschappelijk                         |                                           |
| 12                                        | 29 mei 2016                               | Italië – Schotland                        | 1 – 0                                     | Vriendschappelijk                         | Goal                                      |
| 13                                        | 6 juni 2016                               | Italië – Finland                          | 2 – 0                                     | Vriendschappelijk                         |                                           |
| 14                                        | 13 juni 2016                              | België – Italië                           | 0 – 2                                     | EK 2016                                   | 90+2'                                     |
| 15                                        | 17 juni 2016                              | Italië – Zweden                           | 1 – 0                                     | EK 2016                                   |                                           |
| 16                                        | 27 juni 2016                              | Italië – Spanje                           | 2 – 0                                     | EK 2016                                   | 90+1'                                     |
| 17                                        | 2 juli 2016                               | Duitsland – Italië                        | 1 – 1 (6 – 5 n.s.)                        | EK 2016                                   |                                           |
| Als speler van Shandong Luneng Taishan    |                                           |                                           |                                           |                                           |                                           |
| 18                                        | 1 september 2016                          | Italië – Frankrijk                        | 1 – 3                                     | Vriendschappelijk                         | 21'                                       |
| 19                                        | 5 september 2016                          | Israël – Italië                           | 1 – 3                                     | WK 2018 kwalificatie                      | 14'                                       |
| 20                                        | 6 oktober 2016                            | Italië – Spanje                           | 1 – 1                                     | WK 2018 kwalificatie                      |                                           |

## Erelijst
Als speler
 AZ
- Eredivisie: 2008/09
- Johan Cruijff Schaal: 2009

 Shandong Luneng Taishan
- Chinese FA Cup: 2020

 Italië onder 21
- Toulon Espoirs-toernooi: 2008

Individueel

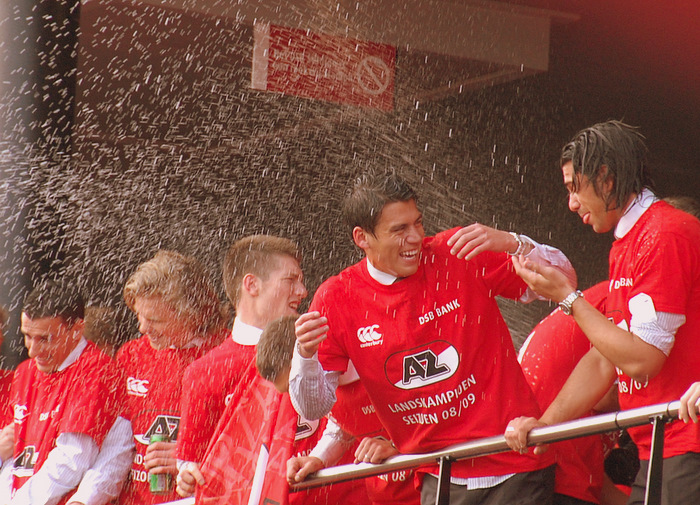
Graziano Pellè (uiterst rechts) tijdens de huldiging van de landstitel met AZ in 2009

- VI speler van het jaar: 2012/2013 (Feyenoord)
- AD speler van het jaar: 2012/2013 (Feyenoord)
- NUsport speler van het jaar 2012/2013 (Feyenoord)
- Premier League speler van de maand: september 2014 (Southampton)
- Chinese Super League Team of the Year 2019 (Shandong Luneng)

## Privé
Graziano Pellè is de zoon van Roberto, koffiehandelaar uit Monteroni di Lecce en voormalig aanvaller van US Lecce in de Serie C, en Doriana. Hij heeft twee zussen: Fabiana en Ilaria. Samen met zijn oudere zus en danspartner Fabiana won hij in 1996 de Italiaanse titel voor Latin-dansen (stijldans en ballroomdans). Graziano Pellè is vernoemd naar de voetballer Francesco Graziani.
Pellè heeft sinds 2012 een relatie met het Hongaarse model Viktória Varga. Hij spreekt Salentijns (dialect van Lecce), Italiaans, Engels en in sommige mediaoptredens ietwat gebrekkig Nederlands.
Tegen het einde van het jaar 2013 meldde Graziano Pellè zich bij de journalist Martijn Krabbendam van Voetbal International met het idee een boek uit te geven, waarin hij in 315 pagina's duizend vragen beantwoordde over zowel zijn voetbalcarrière als over zijn privéleven. Het boek Pellè spreekt kwam vanaf 29 januari 2014 binnen in de Nederlandse Bestseller 60 en bleef dat vier weken lang. In deze lijst haalde het boek met een zevende plaats haar hoogste positie.